# 西沙鼻蚕
西沙鼻蚕（学名：Rhynchonerella xishaensis）为眼蚕科鼻蚕属的动物，是中国的特有物种。分布于南海等海域。